# Ola Lindgren
Ola Lindgren (* 29. Februar 1964 in Halmstad, Schweden) ist ein ehemaliger schwedischer Handballspieler. Er war von 2008 bis 2016 einer von zwei Trainern der schwedischen Handballnationalmannschaft und war daneben von Juli 2009 bis September 2010 Trainer der Bundesligamannschaft der Rhein-Neckar Löwen.

## Spielerkarriere
Lindgren begann seine Handballkarriere in Schweden 1981 beim HK Drott. 1990 verpflichtete ihn die HSG Wetzlar, die damals unter dem Namen „TSV Dutenhofen“ in der 2. Handball-Bundesliga um den Aufstieg spielte. Weitere Stationen in Deutschland waren HSV Düsseldorf und HSG Nordhorn.
Seitdem er 1986 zum ersten Mal für die schwedische Nationalmannschaft gespielt hatte, bestritt er 375 Länderspiele, bei denen er 477 Tore erzielte. Lindgren spielte ursprünglich im Linken Rückraum, später wurde er dann häufig nur noch in der Abwehr eingesetzt. Wenn der Schwede dann doch einmal im Angriff agierte, dann am Kreis. Der 1,92 m große und 93 kg schwere Lindgren gilt als einer der erfolgreichsten Handballspieler der Welt.

## Trainerkarriere
Neben der Trainertätigkeit in Nordhorn war Lindgren ab 2007 auch Assistenztrainer der schwedischen Handballnationalmannschaft. Ab 2008 trainierten er und Staffan Olsson neben ihren jeweiligen Posten als Vereinstrainer gemeinsam die schwedische Auswahl. Kurz nach den Olympischen Spielen 2016 beendete er seine Tätigkeit als schwedischer Nationaltrainer.
Zur Saison 2009/10 wechselte Lindgren zu den Rhein-Neckar Löwen. Sein Engagement als Nationaltrainer erhielt er dabei weiter aufrecht. Im September 2010 wurde Lindgren bei den Löwen beurlaubt. Sein Vertrag lief allerdings weiter, so dass eine Traineranstellung bei einem anderen Verein bis Juni 2012 nicht möglich war. Erst im Dezember 2011 einigten sich die Rhein-Neckar Löwen mit Lindgren auf eine Vertragsauflösung.
Nach der Freigabe übernahm Lindgren im Januar 2012 den Trainerposten beim schwedischen Erstligisten IFK Kristianstad. Im Januar 2019 wurde er von seinen Aufgaben entbunden. Am 25. Juni 2019 wurde Lindgren als neuer Trainer der finnischen Nationalmannschaft vorgestellt. Parallel trainierte er in der Saison 2019/20 den ägyptischen Verein al Ahly SC. In der Saison 2024/25 war er als Co-Trainer beim schwedischen Erstligisten HF Karlskrona tätig. Daraufhin trat er beim Ligakonkurrenten Amo Handboll das Amt des Co-Trainers an.

## Erfolge als Spieler
- Handballweltmeister 1990 und 1999
- Europameister 1994, 1998, 2000 und 2002
- Silbermedaillen bei den Olympischen Spielen 1992, 1996 und 2000
- Schwedischer Meister 1984, 1988, 1990 und 1994
- Deutscher Vizemeister mit der HSG Nordhorn 2002
- Mitglied der Hall of Fame der Europäischen Handballföderation seit 2023[17]

## Erfolge als Trainer
- EHF-Pokal 2008
- Silbermedaille bei den Olympischen Spielen 2012
- Schwedischer Meister 2015, 2016, 2017, 2018